# Gerhard Hosemann
Gerhard Hosemann (* 20. April 1922 in Freiburg im Breisgau; † 24. August 2016 in Erlangen) war ein deutscher Nachrichtentechniker. Er war Ordinarius für elektrische Energieversorgung an der Friedrich-Alexander-Universität Erlangen-Nürnberg.

## Leben
Gerhard Hosemann war der Sohn des Chirurgen und Universitätsprofessors der Medizin Paul Gerhard Hosemann. Während seines Studiums wurde er 1947 Mitglied der Burschenschaft Ulmia Stuttgart. Er beendete 1948 sein Studium der Nachrichtentechnik an der Technischen Hochschule Stuttgart und wurde dort 1951 mit der Dissertation „Störungsfreie Messung elektrobiologischer Spannungen auch bei langsamem Verlauf“ zum Dr.-Ing. promoviert. Er war anschließend in der freien Wirtschaft, vor allem bei BBC Mannheim, tätig.
1963 erhielt er einen Ruf zum Ordinarius und Direktor des Instituts für Elektrische Energieversorgung an die Technische Hochschule Darmstadt. Dort war er ab 1968 Dekan der Fakultät für Elektrotechnik und ab 1973 jeweils zwei Jahre lang Dekan der Fakultät für Elektrische Energietechnik. Einen Ruf an die Technische Hochschule Graz lehnte Hosemann 1970 ab, einen weiteren auf den neuen Lehrstuhl für Elektrische Energieversorgung an der noch jungen Technischen Fakultät der Friedrich-Alexander-Universität Erlangen-Nürnberg nahm er 1975 an. Im Jahr 1990 wurde Hosemann emeritiert, bis zur Ernennung seines Nachfolgers übernahm er noch zwei Jahre die kommissarische Leitung des Lehrstuhls.
Er war Mitglied im Beirat der Klimawandelleugner-Organisation EIKE.
Verheiratet war Hosemann seit 1951 mit Dietlind Hosemann, geb. Natorp. Das Ehepaar hat zwei Kinder, Regine und Werner Hosemann, Medizin-Professor wie sein Großvater Paul Gerhard Hosemann.

## Wirken
Die speziellen fachlichen Kompetenzen von Hosemann liegen auf den Gebieten von Energietechnik und Elektrosicherheit/Umweltschutz. Zur Elektrosicherheit ist besonders hervorzuheben, dass Hosemann gemeinsam mit Helmut Zürneck im Jahre 1973 den VDE-Fachausschuss „Unfallforschung“ gründete. Er leitete diesen Ausschuss von 1973 bis 1986, anschließend übernahm Zürneck die Leitung bis 1993. Dieser VDE-Ausschuss nahm sich zunächst vor, den interdisziplinären Erfahrungsaustausch auf den Gebieten Elektropathologie und Stromunfälle zu verbessern. Dabei standen im Mittelpunkt die Fragen nach
- den Grenzwerten schädlicher Körperströme,
- der Schädlichkeit starker elektrischer, magnetischer und elektromagnetischer Felder,
- den Unfällen mit elektromedizinischen Geräten und Einrichtungen,
- der Aussagekraft statistischer Erhebungen über Stromunfälle,
- den Randbedingungen, unter denen Stromunfälle auftreten,
- der sachverständigen Untersuchung von Stromunfällen.

Eine Umbenennung des Ausschusses in „Sicherheits- und Unfallforschung“ erfolgte 1994 durch Siegfried Altmann, Leiter des Ausschusses von 1994 bis 2002. Damit sollte der steigenden Bedeutung von Risiko- und Sicherheitsbewertungen entsprochen werden.
Hosemann war von 1976 bis 1990 Stellvertretender Vorsitzender der „Deutschen Elektrotechnischen Kommission (DKE)“ im VDE.
Zu seinen akademischen Schülern sowie seinem fachlichen Umfeld gehören zahlreiche Professoren (Auswahl): Hans-Jürgen Koglin (Saarbrücken), Hans-Jürgen Haubrich (Aachen), Gerd Balzer (Darmstadt), Helmut Zürneck (Darmstadt), Willy Geysen (Leuven in Belgien), Gerhard Pfaff (Erlangen-Nürnberg), Wolfram Boeck (München), Ralf Gretsch (Erlangen-Nürnberg), Edhard David (Witten-Herdecke), Klaus Heuck (Hamburg), Gernot Funk (Hannover), Karl-Heinz Schneider (Mannheim), Gerhard Herold (Erlangen-Nürnberg), Bernhard Arndt (Würzburg-Schweinfurt), Siegfried Altmann (Leipzig), Karl Friedrich Eichhorn (Leipzig).
Hosemann veröffentlichte über 200 Fachaufsätze sowie zahlreiche Bücher, vielfach auch in englischer und französischer Sprache.

## Ehrungen und Auszeichnungen
- 1988: Professor Visitante an der Universidad Nacional de San Juan (Argentinien)
- 1990: Ehrenring des VDE
- 2000: Titel eines Dr. h.c. durch die Universität Patras (Griechenland)
- Aufnahme in den Waldemar-Hellmich-Kreis, den Ehrensenat des DIN

## Schriften
- Erzeugung und Verteilung elektrischer Energie. Tagung vom 27. Sept. 1967 im Haus der Technik, Essen. Veranstalter: Haus der Technik Essen, gemeinsam mit Vereinigung Dt. Elektrizitätswerke (VDEW), Frankfurt am Main Wiss. Leitung: G. Hosemann. Vulkan-Verlag Classen, Essen 1967.
- Technisches Sachverständigenwesen. Entscheidungshilfe für Rechtsprechung, öffentliche Hand und Wirtschaft. Vorträge der VDE-Tagung am 13. u. 14. April 1978 in Braunschweig. Veranstalter: Verband Dt. Elektrotechniker (VDE) in Zusammenarbeit mit der Physikal.-Techn.-Bundesanst. (PTB) und dem Dt. Verb. Techn.-Wissenschaftl. Vereine (DVT). Wiss. Tagungsleitung: G. Hosemann. VDE-Verlag, Berlin 1978, ISBN 3-8007-1149-4.
- Risiko – Schnittstelle zwischen Recht und Technik. Vorträge der VDE/VDI-Tagung vom 18. – 19. Mai 1982 in Seeheim. Veranstalter: Verband Dt. Elektrotechniker (VDE), Wiss. Tagungsleitung: Gerhard Hosemann. VDE-Verlag, Berlin; Offenbach 1982, ISBN 3-8007-1285-7.
- Grundlagen der elektrischen Energietechnik. Versorgung, Betriebsmittel, Netzbetrieb, Überspannungen und Isolation, Sicherheit. 3. Auflage. Springer-Verlag, Berlin; Heidelberg; New York; London; Paris; Tokyo 1987, ISBN 3-540-18431-7 (mit Wolfram Boeck).
- (Hrsg.): Elektrische Energietechnik. Band 3: Netze. 30. Auflage. Springer-Verlag, Berlin 2001 (Reihe „Klassiker der Technik“), ISBN 3-540-67343-1.
- (Hrsg.): Risiko in der Industriegesellschaft. Analysen, Vorsorge und Akzeptanz. Univ.-Bibliothek, Erlangen-Nürnberg, 1989, ISBN 3-922135-58-7 (mit Eberhard Franck).
- Sicherheitsgrenzwerte Energiewirtschaftliche Tagesfragen 43 (1993) S. 402–407.
- Wirkungen elektromagnetischer Felder auf den Menschen. Institut zur Erforschung Elektrischer Unfälle der Berufsgenossenschaft der Feinmechanik und Elektrotechnik, Köln 1996 (mit Dieter Kieback).
- Sichere Elektrizitätsanwendung. Arbeitsergebnisse des VDE-Ausschusses Sicherheits- und Unfallforschung 1973–2008. Hrsg.: VDE-Ausschuss Sicherheits- und Unfallforschung (SUF) (mit Helmut Zürneck).
- Klimaschutz – ein Gebot? (PDF; 970 kB)